# Remco te Brake
Remco te Brake   (Rhenen, 29 de novembre de 1988) és un ciclista neerlandès, professional des del 2010 i el 2017 pel  Cycling Team De Rijke, Metec–TKH i el Monkey Town Continental Team. Te Brake posteriorment va treballar com a director esportiu de l'equip UCI Continental Parkhotel Valkenburg.

## Palmarès
Palmarès de Remco te Brake.
- 2011
  - 1r a l'Omloop van de Glazen Stad
- 2014
  - 1r al Tour de Gironda i vencedor d'una etapa